# Samsung Galaxy A30
El Samsung Galaxy A30 es un phablet Android de gama media desarrollado, fabricado y comercializado por Samsung Electronics. Con el software Android 9.0 "Pie", el A30 se presentó el 25 de febrero de 2019 junto con el Samsung Galaxy A10 y el Samsung Galaxy A50 en el Mobile World Congress. Fue lanzado un mes después, el 2 de marzo de 2019.
El A30 fue elogiado por los críticos por su pantalla e interfaz. Sin embargo, las críticas apuntaban al rendimiento del teléfono, la duración de la batería y la cámara.

## Especificaciones

### Hardware

#### Interno
El Galaxy A30 tiene una pantalla Super AMOLED Infinity-U de 6.4 pulgadas, junto con un 84.9% de relación pantalla-cuerpo hecha del material Gorilla Glass 3 siendo una de las pantallas más duraderas. Sus dimensiones son de 158.5 mm por 74,7 mm y 7,7 mm. Al albergar el chipset Exynos 7904, el A30 también viene con 2 opciones de almacenamiento, uno de 32 GB con 3 GB de RAM y el otro modelo de 64 GB con 4 GB de RAM que se puede ampliar hasta 512 GB mediante microSD. También contiene una batería de 4000 mAh. El dispositivo tiene una ranura dedicada para microSIM y una ranura dual nano SIM que soporta VoLTE.

#### Cámara
El A30 consta de una cámara trasera de doble lente. El objetivo principal es de 16 megapíxeles (similar al Samsung Galaxy A40), con una apertura de f/1.7 y una función de enfoque automático de detección de rostros. La segunda lente de cámara ultra ancha es de 5 megapíxeles con un tamaño de apertura de f/2.2. Al igual que la lente principal en la parte posterior, la cámara frontal del teléfono también tiene un tamaño de megapíxeles de 16. La cámara general de la A30 también ofrece soporte para flash LED y grabación de video Full HD. El Galaxy A30s también utiliza la configuración del módulo de cámara trasera de 25MP del Samsung Galaxy A50, mientras conserva la misma cámara frontal que el Samsung Galaxy A30.

### Software
El dispositivo utiliza el sistema operativo Android 9 "Pie", junto con la interfaz de usuario One UI 1.0 de Samsung. Se actualiza hasta Android 11. El A30 también es compatible con Bluetooth 5.0, posee conectividad Wi-Fi, conector USB-C para carga y servicios como el asistente Bixby y Samsung Health.

## Recepción
Tanto Deepak Rajawat de smartprix como Sanket Vijayasarathy de India Today elogiaron la pantalla, el software y la duración de la batería del Galaxy A30, pero criticaron el chipset del teléfono debido a problemas de rendimiento y la cámara de calidad "promedio". Tom Bedford y Matt Swider de TechRadar también complementaron la vibrante pantalla del A30. Sin embargo, los revisores encontraron el teléfono difícil de manejar debido a su gran tamaño. Al escribir una reseña para 91 móbiles, Shekhar Thakhan elogió la pantalla AMOLED del teléfono, la interfaz One UI y la duración de la batería. Por el contrario, el revisor señaló la parte posterior del teléfono como un "imán de huellas digitales".